# Инаугурация Джона Куинси Адамса
Инаугурация Джона Куинси Адамса в качестве 6-го Президента США состоялась 4 марта 1825 года. Одновременно к присяге был приведён Джон Кэлхун как 7-й вице-президент США. Президентскую присягу проводил Председатель Верховного суда США Джон Маршалл, а присягу вице-президента принимал сенатор Эндрю Джексон.
Джон Куинси стал первым президентом США, который был сыном бывшего президента — Джона Адамса. На церемонии инаугурации Адамс носил брюки вместо бриджей. Примечательно, что Адамс, как он вспоминал позже, положил руку на сборник законов, а не на Библию, когда принимал президентскую присягу. В то время это могло быть обычной практикой, учитывая, что нет никаких конкретных доказательств того, что какой-либо президент от Джона Адамса до Джона Тайлера использовал Библию при принятии присяги.